# Randers Kommune
|  | For Randers Kommune før kommunalreformen i 2007, se Randers Kommune (1970-2006). |
Randers Kommune er en kommune i Region Midtjylland efter Kommunalreformen i 2007.

## Opståen
Allerede den 15. november 2005 blev sammenlægningsudvalget/kommunalbestyrelsen valgt med socialdemokraten Henning Jensen Nyhuus som formand/kommende borgmester.
Randers Kommune opstod ved sammenlægning af
- Langå Kommune (undtagen de tre sydligste sogne)
- Nørhald Kommune
- Purhus Kommune
- Randers Kommune (1970-2006)
- Den vestlige halvdel af Sønderhald Kommune
- Havndal-området, tidl. Mariager Kommune

Forligspartierne sendte opmanden til Hvorslev og Langå, og han anbefalede en afstemning i Hvorslev Kommune og i de tre sydligste sogne i Langå Kommune; denne afstemning fandt sted den 19. april 2005, og alle ønskede at komme med i Favrskov Kommune frem for Ny Viborg Kommune og Ny Randers Kommune.

## Uddannelser i Randers Kommune
| - Skoler i Randers - Randers Statsskole. Den fredede bygning og park er opført i 1926 efter tegninger af Hack Kampmann - VIA University College. Campus Randers |

Randers tilbyder uddannelser indenfor både folkeskoler, privat- og friskoler, specialskoler, efterskoler, forberedende uddannelser, ungdomsuddannelser, erhvervsuddannelser og videregående uddannelser.
VIA University College tilbyder mellemlange videregående uddannelser på Campus Randers. Fra 2018 vil omkring halvdelen af uddannelsen til folkeskolelærer, kunne gennemføres i Randers. Campus er placeret centralt i byen, og byggeriet stod færdigt i 2011. Derudover ligger Erhvervsakademi Dania også i byen; den har korte videregående uddannelser. Projektet "Ordblind i Randers" tilbyder møder, for at lette ordblinde elevers overgang fra afgangsklasser til ungdomsuddannelser. Randers Kommune tilbyder derudover 'Studiemødregrupper'.
| Folkeskoler - Asferg skole - Assentoftskolen - Bjerregrav Skole - Blicherskolen - Fårup Skole - Grønhøjskolen - Havndal skole - Hobrovejens Skole - Hornbæk Skole - Korshøjskolen - Kristrup Skole - Langå Skole - Munkholmskolen - Nørrevangsskolen - Rismølleskolen - Søndermarkskolen - Tirsdalens Skole - Vestervangsskolen - Østervangsskolen | Privat- og friskoler - C. la Cours skole - Forberedelsesskolen - Fussingø-egnens Friskole - Mellerup Friskole - Randers Kristne Friskole - Randers Lille Skole - Randers Realskole - Romalt Friskole Specialskoler - Firkløverskolen - Vesterbakkeskolen - Oust Mølleskolen Efterskoler - Mellerup Efterskole - Nørbæk Efterskole Forberedende Uddannelser - FGU Østjylland - Hadsten - Grenå - Ryomgård - Engboulevarden (Randers) - Delagervej (Randers) - Brusgårdsvej (Randers) - Sprogcenter Randers - Almen Voksenuddannelse (Randers HF og VUC) - Den Skandinaviske Designhøjskole | Ungdomsuddannelser - Tradium Handelsgymnasium (HHX) - Randers HF og VUC (HF) - Paderup Gymnasium (STX) - Randers Statsskole (STX) - Tradium Teknisk Gymnasium (HTX) EUX - Tradium - EUX Tech - EUX Bygningsmaler - EUX Elektriker - EUX Datatekniker - EUX Murer - EUX Tømrer - EUX Buisness - EUX Detail - EUX Eventkoordinator - EUX Handel - Randers Social- og Sundhedsskole - EUX social- og sundhedsassistent | Erhvervsuddannelser - Tradium - Teknologi, byggeri og transport - Automatik- og process - Byggemontagetekniker - Bygningsmaler - Chauffør - Data- og kommunikation - Elektriker - Industrioperatør - Lager- og terminal - Murer - Overfladebehandler - Personvognsmekaniker - Smed - Tømrer - Øvrige - Detailhandel - Eventkoordinator - Handel - Erhvervsuddannelse for studenter - Frisør - Ernæringsassistent - Gastronom - Tjener - Randers Social- og Sundhedsskole - Social- og sundhedshjælper - Social- og sundhedsassistent - Pædagogisk assistent | Videregående uddannelser - VIA University College - Psykolog - Pædagog - Sygeplejerske - Lærer - Erhvervsakademi Dania - Handelsøkonom - Markedsføringsøkonom - Serviceøkonom - Optometrist - VVS-instalatør - EL-instalatør - Produktionstekniker - Energitekniker - Automationsteknolog - Int. Hospitality Management |

## Aftenskoler og højskoler i Randers[14]
| - AOF Randers - DOF Nørhald Aftenskole - FOF Randers-Purhus-Mariager - GOK Randers - Kristrup Højskoleforening - Kronjyllands Jagtforening - Lille Skole for Voksne - LOF Langå - Randers og omegns Husflidsforening - Randers Big Band | - Randers Bykor - Randers Politiorkester - Sct. Clemens Højskoleforening - Sct. Mortens Højskoleforening - Vorup Højskoleforening - Byøkologisk Forum |

## Byer
| Kommunens største byer |                  |                   |
| Nr                     | By               | Indbyggere (2025) |
| 1                      | Randers          | 64.511            |
| 2                      | Assentoft        | 3.956             |
| 3                      | Langå            | 2.925             |
| 4                      | Stevnstrup       | 2.696             |
| 5                      | Spentrup         | 2.342             |
| 6                      | Harridslev       | 1.254             |
| 7                      | Fårup            | 1.037             |
| 8                      | Øster Bjerregrav | 1.024             |
| 9                      | Øster Tørslev    | 878               |
| 10                     | Havndal          | 796               |
| 11                     | Haslund          | 789               |
| 12                     | Asferg           | 663               |
| 13                     | Gjerlev          | 637               |
| 14                     | Mejlby           | 616               |
| 15                     | Mellerup         | 509               |
| 16                     | Uggelhuse        | 428               |
| 17                     | Gassum           | 395               |
| 18                     | Munkdrup         | 354               |
| 19                     | Hald             | 343               |
| 20                     | Råsted           | 310               |
| 21                     | Værum            | 300               |
| 22                     | Hørning          | 298               |
| 23                     | Ålum             | 271               |
| 24                     | Albæk            | 251               |

## Politik

### Mandatfordeling
| 12 |  |  | 3 |  | 12 |  |

| 23 | 8 |

| 13 |  | 2 | 2 | 2 | 2 | 9 |

| 22 | 9 |

| 10 |  |  |  | 3 | 3 | 11 |  |

| 22 | 9 |

| 13 |  |  |  |  | 3 | 9 |  |  |

| 22 | 9 |

| 12 |  | 4 |  |  |  |  | 6 |  |  | 2 |

| 20 | 11 |

| 10 |  |  |  |  |  |  | 5 | 2 |  | 7 |

| 20 | 11 |

### Nuværende byråd
| Navn                           | Parti                                    |
| ------------------------------ | ---------------------------------------- |
| Torben Hansen (Borgmester)     | Socialdemokratiet - 12 mandater          |
| Lise-Lotte Leervad Larsen      | Socialdemokratiet - 12 mandater          |
| Jesper Gade                    | Socialdemokratiet - 12 mandater          |
| Anne Hjortshøj                 | Socialdemokratiet - 12 mandater          |
| Stine Eiby                     | Socialdemokratiet - 12 mandater          |
| Pia Moldt                      | Socialdemokratiet - 12 mandater          |
| Anker Boje                     | Socialdemokratiet - 12 mandater          |
| Henriette Malland              | Socialdemokratiet - 12 mandater          |
| Ellen Petersen                 | Socialdemokratiet - 12 mandater          |
| Karen Lagoni                   | Socialdemokratiet - 12 mandater          |
| Christian Engelbrecht Pedersen | Socialdemokratiet - 12 mandater          |
| Steen Bundgaard                | Socialdemokratiet - 12 mandater          |
| Louise Høeg                    | Venstre - 6 mandater                     |
| Claus Berggren                 | Venstre - 6 mandater                     |
| Morten Lindberg                | Venstre - 6 mandater                     |
| Lars Søgaard                   | Venstre - 6 mandater                     |
| Anders Henrik Jensen           | Venstre - 6 mandater                     |
| Jens Peter Hansen              | Venstre - 6 mandater                     |
| Daniel Madié                   | Det Konservative Folkeparti - 4 mandater |
| Christina Kjærsgaard           | Det Konservative Folkeparti - 4 mandater |
| Bo Ratz                        | Det Konservative Folkeparti - 4 mandater |
| Bo Vestergaard Hansen          | Det Konservative Folkeparti - 4 mandater |
| Erik Bo Andersen               | Østbroen - 2 mandater                    |
| Peter Møller Kjeldsen          | Østbroen - 2 mandater                    |
| Nick Zimmermann                | Dansk Folkeparti - 1 mandat              |
| Rosa Lykke Yde                 | Socialistisk Folkeparti - 1 mandat       |
| Kasper Fuhr Christensen        | Velfærdslisten - 1 mandat                |
| Lars Axel Nielsen              | Nye Borgerlige - 1 mandat                |
| Mogens Nyholm                  | Radikale Venstre - 1 mandat              |
| Frida Valbjørn Christensen     | Enhedslisten - 1 mandat                  |
| Bjarne Overmark                | Beboerlisten - 1 mandat                  |

| Navn                 | Skiftet fra                 | Skiftet til                 | Dato               |
| -------------------- | --------------------------- | --------------------------- | ------------------ |
| Christina Kjærsgaard | Det Konservative Folkeparti | Østbroen                    | 7. december 2021   |
| Bo Ratz              | Det Konservative Folkeparti | Nye Borgerlige              | 21. juni 2022      |
| Henriette Malland    | Socialdemokratiet           | Løsgænger                   | 29. september 2022 |
| Bo Ratz              | Nye Borgerlige              | Løsgænger                   | 19. januar 2024    |
| Lars Axel Nielsen    | Nye Borgerlige              | Løsgænger                   | 19. januar 2024    |
| Jens Peter Hansen    | Venstre                     | Løsgænger                   | 1. februar 2024    |
| Bo Ratz              | Løsgænger                   | Det Konservative Folkeparti | 1. marts 2924      |
| Lars Axel Nielsen    | Løsgænger                   | Liberal Alliance            | 18. marts 2024     |
| Anker Boje           | Socialdemokratiet           | Løsgænger                   | 6. november 2024   |
| Bo Ratz              | Det Konservative Folkeparti | Østbroen                    | 4. december 2024   |
| Anker Boje           | Løsgænger                   | Østbroen                    | 4. december 2024   |
| Bo Vestergaard       | Det Konservative Folkeparti | Løsgænger                   | 11. december 2024  |
| Daniel Madié         | Det Konservative Folkeparti | Løsgænger                   | 11. december 2024  |
| Henriette Malland    | Løsgænger                   | Velfærdslisten              | 25. januar 2025    |
| Jens Peter Hansen    | Løsgænger                   | Moderaterne                 | 21. februar 2025   |

| Udtrådt         | Indtrådt       | Parti            | Dato           |
| --------------- | -------------- | ---------------- | -------------- |
| Nick Zimmermann | Frank Nørgaard | Dansk Folkeparti | 4. august 2023 |

### Byrådet 2018-2022
| Navn                       | Parti                           |
| -------------------------- | ------------------------------- |
| Torben Hansen (Borgmester) | Socialdemokratiet - 13 mandater |
| Leif Gade                  | Socialdemokratiet - 13 mandater |
| Anne Hjortshøj             | Socialdemokratiet - 13 mandater |
| Karen Lagoni               | Socialdemokratiet - 13 mandater |
| Fatma Cetinkaya            | Socialdemokratiet - 13 mandater |
| Iben Sønderup              | Socialdemokratiet - 13 mandater |
| Steen Bundgaard            | Socialdemokratiet - 13 mandater |
| Lise-Lotte Leervad Larsen  | Socialdemokratiet - 13 mandater |
| Pia Moldt                  | Socialdemokratiet - 13 mandater |
| Ellen Petersen             | Socialdemokratiet - 13 mandater |
| Henning Jensen Nyhuus      | Socialdemokratiet - 13 mandater |
| Liselotte Frier Pedersen   | Socialdemokratiet - 13 mandater |
| Anker Boje                 | Socialdemokratiet - 13 mandater |
| Claus Omann Jensen         | Venstre - 9 mandater            |
| Louise Høeg                | Venstre - 9 mandater            |
| Katrine Fruelund           | Venstre - 9 mandater            |
| Christian Brøns            | Venstre - 9 mandater            |
| Lars Søgaard               | Venstre - 9 mandater            |
| Anders Buhl-Christensen    | Venstre - 9 mandater            |
| Christina Kjærsgaard       | Venstre - 9 mandater            |
| Niels Erik Christensen     | Venstre - 9 mandater            |
| Anders Henrik Jensen       | Venstre - 9 mandater            |
| Frank Nørgaard             | Dansk Folkeparti - 3 mandater   |
| Susanne Nielsen            | Dansk Folkeparti - 3 mandater   |
| Nick Zimmermann            | Dansk Folkeparti - 3 mandater   |
| Kasper Fuhr Christensen    | Velfærdslisten - 1 mandat       |
| Bjarne Overmark            | Beboerlisten - 1 mandat         |
| Daniel Madié               | Konservative - 1 mandat         |
| Charlotte Broman Mølbæk    | SF - 1 mandat                   |
| Mogen Nyholm               | Radikale Venstre - 1 mandat     |
| Frida Valbjørn Christensen | Enhedslisten - 1 mandat         |

| Navn                 | Skiftet fra | Skiftet til  | Dato            |
| -------------------- | ----------- | ------------ | --------------- |
| Christina Kjærsgaard | Venstre     | Konservative | 20. januar 2021 |

| Dato               | Udtrådt                 | Indtrådt          | Parti             |
| ------------------ | ----------------------- | ----------------- | ----------------- |
| 10. september 2018 | Leif Gade †             | Henrik Leth       | Socialdemokratiet |
| 17. juni 2019      | Charlotte Broman Mølbæk | Rosa Lykke Yde    | SF                |
| 17. juni 2019      | Claus Omann Jensen      | Jens Peter Hansen | Venstre           |

### Liste over borgmestre
| #                                                              | Periode   | Navn                  | Parti              |
| -------------------------------------------------------------- | --------- | --------------------- | ------------------ |
| 1                                                              | 2007-2013 | Henning Jensen Nyhuus | Socialdemokraterne |
| 2                                                              | 2014-2017 | Claus Omann Jensen    | Venstre            |
| 3                                                              | 2018-     | Torben Hansen         | Socialdemokratiet  |
| • For borgmestre fra før 2007, se Randers Kommune (1970-2006). |           |                       |                    |